# 그린란드어

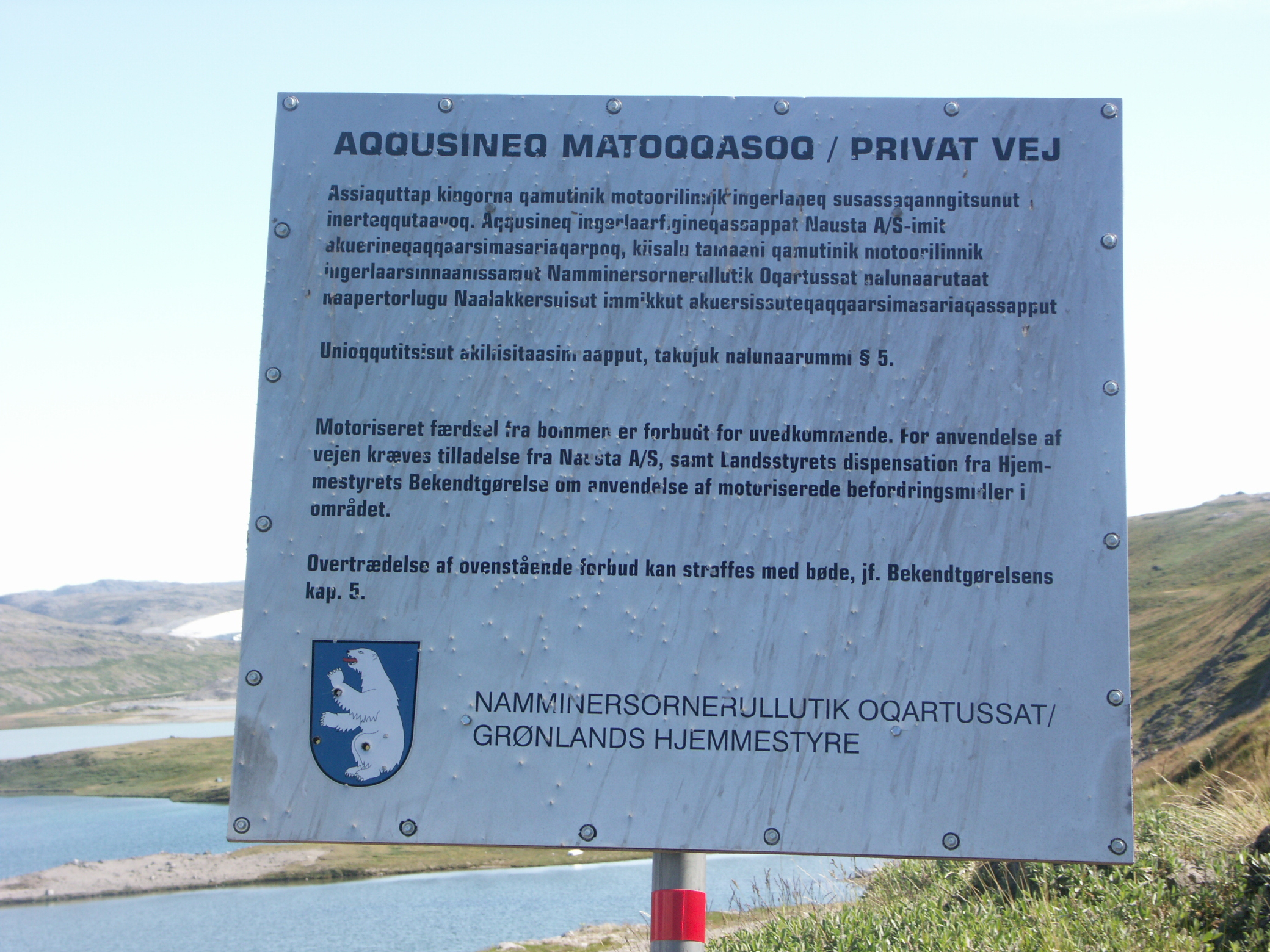

그린란드어(그린란드어: Kalaallisut 칼라히수트, 덴마크어: Grønlandsk 그뢴란스크[*])는 그린란드에서 사용되는 이누이트어 방언이다. 그린란드와 덴마크에 약 56,000여 명의 사용자가 있다. 가장 많은 사용자를 가진 하위 방언인 서그린란드 방언(Kalaallisut)은 2009년 6월 그린란드의 공용어로 지정되었다.

## 음운

### 모음
|        | 전설 모음 | 중설 모음 | 후설 모음 |
| ------ | --------- | --------- | --------- |
| 고모음 | i         |           | u         |
| 저모음 |           | a         |           |

### 자음
|        |        | 순음  | 치경음 | 치경음 | 경구개음 | 연구개음 | 구개수음 |
| 평음   | 설측음 | 순음  |        |        | 경구개음 | 연구개음 | 구개수음 |
| ------ | ------ | ----- | ------ | ------ | -------- | -------- | -------- |
| 비음   | 비음   | m ⟨m⟩ | n ⟨n⟩  |        |          | ŋ ⟨ng⟩   | ɴ ⟨rn⟩   |
| 파열음 | 파열음 | p ⟨p⟩ | t ⟨t⟩  |        |          |          |          |
| 마찰음 | 무성음 |       | s ⟨s⟩  | ɬ ⟨ll⟩ |          | x ⟨k⟩    | χ ⟨q⟩    |
| 마찰음 | 유성음 | v ⟨v⟩ |        |        |          | ɣ ⟨g⟩    | ʁ ⟨r⟩    |
| 유음   | 유음   |       |        | l ⟨l⟩  |          |          |          |
| 반모음 | 반모음 |       |        |        | j ⟨j⟩    |          |          |

## 같이 보기
- 이누이트어